# 人错
人错也称日许错，是一个位于中国西藏自治区昌都市左贡县北部的一个湖泊，是澜沧江支流若曲的源流湖。湖长3.5千米，最大湖宽1.0千米，平均湖宽0.6千米，面积2.3平方千米。湖面海拔4850米。它的一级流域为内流区诸河，二级流域为西藏内流区。